# ソン・ジュンギ
ソン・ジュンギ（朝: 송중기、1985年9月19日 - ）は、韓国の俳優。大田広域市出身。HISTORY D＆C所属。

## 経歴
1985年9月19日、忠清南道大德郡（現在の大田広域市東区）に生まれる。兄（ソン・スンギ）と妹（ソン・スルギ）が1人ずついる。本貫は恩津宋氏。妹は2022年8月、ソウル大学医学部で博士号を取得。
小学校1年生のころからショートトラックスピードスケートを始め、大田広域市代表として大韓民国全国体育大会に3回出場したこともあったが、ひざの負傷により中学校2年生のとき選手生活を断念。
2005年、成均館大学校経営学科に入学し、大学在学中の2008年に映画「霜花店 運命、その愛」で映画デビューを果たす。その後いくつかのドラマに出演し、2010年、人気ドラマ「トキメキ☆成均館スキャンダル」の主要キャストに抜擢され、人気を獲得する。「根の深い木」では若き日の世宗を演じた。
2012年にはテレビドラマ『優しい男』、映画『私のオオカミ少年』に出演し、大ブレーク。『私のオオカミ少年』では狼少年のチョルスを演じている。
2013年陸軍に入隊し、2015年除隊。復帰後初の作品である「太陽の末裔」のユ・シジン役を務め人気を博し、2016年KBS演技大賞大賞を受賞（ソン・ヘギョと共同受賞）。

## 私生活
- 2017年10月31日に「太陽の末裔」で共演を果たしたソン・ヘギョと結婚をしたが、2年待たずして2019年6月26日に離婚となった[9]。
- 2023年1月30日、イギリス人の元女優で一般人女性のケイティ・ルイ―ス・サンダース（英語版）との再婚と妻の妊娠を発表[10]。
- 2023年6月14日、ファンコミュニティーサイトで第１子男児誕生を報告。[11]

## 出演

### 映画
- 霜花店（サンファジョム） 運命、その愛（2008年）[12] - ノタク 役
- オガムド〜五感度〜（2009年） - ユ・ジェヒョク 役
- イテウォン殺人事件（2009年） - チョ・ジュンピル 役
- ボクとマウミの物語（2010年） - ドンウク 役
- ちりも積もればロマンス（2011年） - チョン・ジウン 役
- 風と共に去りぬ!?～THE GRAND HEIST（2012年） ※カメオ出演
- 私のオオカミ少年（2012年） - チョルス 役
- 軍艦島（2017年） - パク・ムヨン 役
- スペース・スウィーパーズ（2021年、Netflix） - キム・テホ 役
- このろくでもない世界で（2023年） - チゴン 役
- ロ・ギワン（2024年、Netflix） - ロ・ギワン 役
- ボゴタ：ラストチャンスの地（2024年） - グクヒ役[13]
- カウント（TBD）- 特別出演

### ドラマ
- ラブ・レーシング（2008年、ComedyTV） - ミソ 役
- 愛しの金枝玉葉（2008年 - 2009年、KBS） - チャン・ジノ 役
- トリプル（2009年、MBC） - チ・プンホ 役
- お嬢さまをお願い!（2009年、KBS） - 執事 役 ※第1話のみ
- クリスマスに雪は降るの?（2009年 - 2010年、SBS） - ハン・ジヨン 役
- 愛の選択〜産婦人科の女医〜（2010年、SBS） - アン・ギョンウ 役
- トキメキ☆成均館スキャンダル（2010年、KBS） - ク・ヨンハ 役
- 根の深い木〜世宗大王の誓い〜（2011年、SBS） - 青年期のイ・ド 役
- 優しい男（2012年、KBS） - カン・マル役[14]
- 太陽の末裔〜Love Under The Sun〜（2016年、KBS） - 主演：ユ・シジン 役
- ココロの声（2016年、KBS） - ウェブ漫画家 役 ※カメオ出演
- マン・ツー・マン〜君だけのボディガード〜（2017年、JTBC） - 銀行員 役 ※第9話のみ、カメオ出演
- アスダル年代記（2019年、tvN） - ウンソム 役／サヤ役
- ヴィンチェンツォ（2021年、tvN）- 主演：ヴィンチェンツォ・カサノ 役[15]
- シスターズ（2022年、tvN） - 高級靴の販売員役、特別出演
- 財閥家の末息子（2022年、JTBC） - ユン・ヒョヌ役

### イベント
- 第2回Melon Music Awards（2010年12月15日）- 司会[16]
- 第26回釜山国際映画祭（2021年10月15日） - 司会[17]

## 受賞歴
- 2010年 第3回 スタイルアイコンアワード ニュースタイルアイコン タレント部門
- 2010年 SBS芸能大賞 ニュースター賞
- 2010年 KBS演技大賞 男性人気賞／ベストカップル賞
- 2011年 第6回 アジアモデル賞 ファッショニスタ賞
- 2011年 SBS演技大賞 プロデューサー賞
- 2012年 第5回 スタイルアイコンアワード 10大スタイルアイコン賞
- 2012年 第20回 大韓民国文化芸能大賞　ドラマ部門　最優秀男性演技賞
- 2012年 第1回 K-DRAMA STAR AWARDS　最優秀男性演技賞
- 2012年 KBS演技大賞 最優秀男性演技賞／ベストカップル賞／ネチズン賞
- 2013年 大韓民国ファーストブランド大賞
- 2016年 KBS演技大賞 大賞／ベストカップル賞／アジア最高カップル賞
- 2016年  アジア太平洋スターアワード（APAN Star Awards） 大賞／ベストアジア太平洋スター賞／ベストカップル賞
- 2016年  第29回韓国プロデューサー大賞  出演者賞タレント部門
- 2021年  第26回春史国際映画祭 　優秀主演男優賞受賞[18]
- 2021年  第42回青龍映画賞　人気スター賞[19]

## 広告

### -2010
| 年度 | 企業名                                 | 国   | 製品名                              | 種類                     | 共同出演                                        |
| ---- | -------------------------------------- | ---- | ----------------------------------- | ------------------------ | ----------------------------------------------- |
| 2008 | Baskin Robbins Korea 《비알코리아》    | 韓国 | ダンキンドーナツ （던킨 도너츠）    | ドーナッツフランチャイズ | イ・ソンギュン、クク・チヨン                    |
| 2010 | （株）ELITE BASIC 《(주)에리트베이직》 | 韓国 | EZIO                                | 男性スーツ               |                                                 |
| 2010 | MKTREND 《엠케이트렌드》               | 韓国 | TBJ                                 | 衣類                     |                                                 |
| 2010 | ロッテ酒類BG 《롯데주류BG》            | 韓国 | 初めてのように COOL 《처음처럼 쿨》 | 酒類                     |                                                 |
| 2010 | オットギ 《오뚜기》                    | 韓国 | スナック麺                          | 食品                     | 하연주                                          |
| 2010 | ロッテ七星飲料 《롯데칠성음료》        | 韓国 | Let’s Be 《레쓰비》                 | 缶コーヒー               | 백진희                                          |
| 2010 | 韓国Microsoft 《한국마이크로소프트》   | 韓国 | Xbox 360 Kinect                     | ゲーム機                 |                                                 |
| 2010 | （株）ETANG 《(주)에땅》               | 韓国 | ピザETANG                           | ピザフランチャイズ       |                                                 |
| 2010 | LG電子 《LG전자》                      | 韓国 | XNOTE                               | ノートブック             | シン・ミナ                                      |
| 2010 | LG電子 《LG전자》                      | 韓国 | FLATRONシネマ3Dモニター             | PCモニター               |                                                 |
| 2010 | （株）TONYMOLY 《(주)토니모리》        | 韓国 | TONYMOLY                            | 化粧品ブランドショップ   | 브라운 아이드 걸스(2010~2011) 티아라(2011~2012) |
| 2010 | 韓国富士フイルム 《한국후지필름》      | 韓国 | FUJI INSTAX                         | カメラ                   | 유아인                                          |

### 2011-2020
| 年度 | 企業名                                                          | 国        | 製品名                                              | 種類                             | 共同出演                                          |
| ---- | --------------------------------------------------------------- | --------- | --------------------------------------------------- | -------------------------------- | ------------------------------------------------- |
| 2011 | （株）OURHOME 《(주)아워홈》                                    | 韓国      | sonsoo（손수）                                      | 食品                             | ユン・サンヒョン, 송승헌                          |
| 2011 | DONGKWANGインターナショナル 《동광인터내셔날》                  | 韓国      | AD HOC《애드호크》                                  | 衣類                             | 민효린                                            |
| 2011 | DESCENTE KOREA 《데상트 코리아》                                | 韓国      | le coq sportif                                      | スポーツウェア                   | IU                                                |
| 2012 | ソウル牛乳協同組合 《서울우유협동조합》                         | 韓国      | ソウル牛乳（서울우유）                              | 乳製品                           |                                                   |
| 2012 | KOLONインダストリーFnC部門 《코오롱인더스트리FnC부문》          | 韓国      | HEAD                                                | スポーツウェア                   | 이대호                                            |
| 2012 | KOLONインダストリーFnC部門 《코오롱인더스트리FnC부문》          | 韓国      | custommellow                                        | 男性衣類                         |                                                   |
| 2012 | ロッテリア 《롯데리아》                                         | 韓国      | ロッテリアホームサービス Lotz Burger                | 外食フランチャイズ               | キム・テヒ                                        |
| 2012 | 韓国Wyeth 《한국와이어스》                                      | 韓国      | Centrum                                             | 一般薬品                         |                                                   |
| 2012 | 韓国コカ・コーラ 《한국코카콜라(유)》                           | 韓国      | スプライト                                          | 飲料                             | 클라라                                            |
| 2012 | Samsonite Korea 《샘소나이트 코리아》                           | 韓国      | Samsonite Red                                       | 鞄                               | 하연수                                            |
| 2013 | ロッテフード 《롯데푸드》                                       | 韓国      | Rose Farm en Nature en Nature                       | 食品                             |                                                   |
| 2013 | SKテレコム 《SK텔레콤》                                         | 韓国      | Samsung GALAXY Pop                                  | ハンドフォン、通信社             |                                                   |
| 2013 | NORTH FACE KOREA 《노스페이스 코리아》                          | 韓国      | THE NORTH FACE                                      | アウトドア                       | コン・ヒョジン, 이연희                            |
| 2013 | 東西食品 《동서식품》                                           | 韓国      | MAXIMモカブレンド（맥심 모카골드）                  | コーヒーミックス                 | 이나영, ユン・サンヒョン                          |
| 2013 | 東西食品 《동서식품》                                           | 韓国      | MAXIMアイスコーヒー（맥심 아이스 커피）             | コーヒー                         |                                                   |
| 2013 | オリオン 《오리온》                                             | 韓国      | チョコパイ（초코파이）                              | スナック                         | 정은채                                            |
| 2013 | アモーレパシフィック 《아모레퍼시픽》                           | 韓国      | LANEIGE HOMME                                       | 化粧品                           |                                                   |
| 2013 | アモーレパシフィック 《아모레퍼시픽》                           | 韓国      | MEDIAN 歯石ケア64%                                  | デンタルケア                     | 김슬기                                            |
| 2013 | （株）クーパン（Coupang） 《(주)쿠팡》                          | 韓国      | クーパン（쿠팡）                                    | ソーシャルコマース               | 전지현                                            |
| 2013 | 韓国Johnson&Johnson 《한국존슨앤드존슨》                        | 韓国      | ACUVUE TruEye ACUVUE トリプルケア ACUVUE オアシス   | コンタクトレンズ                 | 한효주                                            |
| 2013 | WONBONG 《(주)원봉》                                            | 韓国      | RUHENS（루헨）                                      | 浄水器                           |                                                   |
| 2015 | KOLONインダストリーFnC部門 《코오롱인더스트리FnC부문》          | 韓国 中国 | KOLON SPORT（코오롱스포츠）                         | アウトドア                       |                                                   |
| 2016 | Baskin Robbins Korea 《비알코리아》                             | 韓国      | Baskin Robbins 綿あめフロスト、綿あめアイスクリーム | アイスクリームフランチャイズ     |                                                   |
| 2016 | 文化体育観光部 《문화체육관광부》                               | 全世界    | 2016 ~ 2018 한국 방문의 해                          | 公益広告                         |                                                   |
| 2016 | KT                                                              | 韓国      | GIGAインターネット（기가 인터넷）                   | 超高速有線インターネット         |                                                   |
| 2016 | KT                                                              | 韓国      | GIGA（기가）LTE                                     | データ料金帯                     |                                                   |
| 2016 | KT                                                              | 韓国      | GiGA로 5G를 향하여 - 5G                             | 通信社                           | 김지원                                            |
| 2016 | （株）PROYA 《(주)프로야》                                      | 中国      | PROYA（프로야）                                     | 化粧品                           | 장쯔이                                            |
| 2016 | 統一グループ 《통일그룹》                                       | 中国      | 鲜橙多（オレンジジュース）                          | 飲料                             | 이현주                                            |
| 2016 | 七疋狼 《치피랑》                                               | 中国      | MARK FAIRWHALE                                      | 衣料                             |                                                   |
| 2016 | Schwarzkopf China 《슈바르츠코프 차이나》                       | 中国      | Schwarzkopf                                         | ヘア製品                         |                                                   |
| 2016 | Tencent腾讯 《텐센트腾讯》                                      | 中国      | Tencent応用宝                                       | IT業態                           |                                                   |
| 2016 | （株）Memebox 《(주)미미박스》                                  | 中国      | Memebox                                             | ビューティeコマース              |                                                   |
| 2016 | ハイト眞露 《하이트진로》                                       | 韓国      | Hite Extra Cold                                     | 酒類                             | CM（2016年5月） CM（2016年7月）                   |
| 2016 | ハイト眞露 《하이트진로》                                       | 韓国      | ハイトMango Lingo                                   | 酒類                             | CM（2016年5月） CM（2016年7月）                   |
| 2016 | LG生活健康 《LG생활건강》                                       | 韓国 中国 | PERIOE トータル7 PERIOE 46cm                        | デンタルケア                     |                                                   |
| 2016 | 愛敬グループ 《애경그룹》                                       | 韓国      | 済州航空                                            | 低費用航空社                     |                                                   |
| 2016 | ロッテグループ 《두산그룹》                                     | 韓国      | ロッテ免税店                                        | 免税店                           |                                                   |
| 2016 | 東遠F&B 《동원F&B》                                             | 韓国      | 東遠ツナ（동원참치）                                | 食品                             |                                                   |
| 2016 | （株）新星通商 《(주)신성통상》                                 | 韓国      | TOPTEN（탑텐）                                      | SPAカジュアル衣料                |                                                   |
| 2016 | （株）FORENCOS 《(주)포렌코즈》                                 | 韓国      | FORENCOS（포렌코즈）                                | 化粧品                           |                                                   |
| 2016 | 步步高·BBKグループ 《부부가오 그룹》                            | 中国      | vivo xplay5                                         | ハンドフォン                     |                                                   |
| 2016 | 韓国ドミノピザ 《한국도미노피자(주)》                           | 韓国      | ドミノピザ（共演：パク・ボゴム）                    | ピザフランチャイズ               |                                                   |
| 2016 | （株）熊津Cuchen 《(주)웅진쿠첸》                               | 韓国      | 熊津 名品鉄鼎 エッジ 炊飯器家電                     | 生活家電                         |                                                   |
| 2016 | （株）熊津Cuchen 《(주)웅진쿠첸》                               | 韓国      | 熊津 フリーインダクション電子レンジ                 | 生活家電                         |                                                   |
| 2017 | NAVER株式会社（LINE株式会社） 《네이버 주식회사(라인주식회사)》 | 台湾      | LINE Payカード                                      | Fin-Techモバイル簡便決済サービス |                                                   |
| 2017 | SKプラネット 《SK플래닛》                                       | タイ      | 11st                                                | オープンマーケット               |                                                   |
| 2018 | ヒュンダイ百貨店グループ 《현대백화점그룹》                     | 韓国      | HYUNDAI LIBART                                      | トータルインテリア企業（家具）   |                                                   |
| 2020 | （株）COSNATURE 《(주)코스네이처》                              | 韓国      | Dr.Lean（닥터린）                                   | 健康機能食品                     | - CM（2020/11）KrillOil編 - CM（2021/3）オメガ3編 |

### 2021-
| 年度 | 放送開始月 | 企業名                                               | 国           | 製品名             | 種類                         | CM                                            |
| ---- | ---------- | ---------------------------------------------------- | ------------ | ------------------ | ---------------------------- | --------------------------------------------- |
| 2021 | 4月        | CJ ENM                                               | 韓国         | CJ ONSTYLE         | ショッピングプラットフォーム | - CM（2021/4） - CM（2021/5） - CM（2021/10） |
| 2021 | 5月        | MOM'S TOUCH&Company 《(주)맘스터치앤컴퍼니》         | 韓国         | MOM'S TOUCH        | ハンバーガーフランチャイズ   | - CM（2021/5）                                |
| 2021 | 6月        | SD BIOSENSOR 《에스디바이오센서(주)》                | 韓国         | SD バイオセンサー  | 診断機器                     | - CM（2021/6）                                |
| 2021 | 7月        | Standard Chartered Hong Kong 《스탠다드차타드 홍콩》 | 香港         | Cathay MasterCard  | クレジットカード             | - CM（2021/7）                                |
| 2021 | 8月        | DRJL Group Co.                                       | タイ         | Dr.Jill G5 Essence | 化粧品                       | - メイキング（2021/8）                        |
| 2021 | 9月        | 大象株式会社 《(주)대상》                            | 韓国         | 清浄園（청정원）   | 食品ブランド                 | - CM（2021/9） - CM（2021/11）                |
| 2021 | 9月        | Scarlett                                             | インドネシア | Scarlett Whitening | 化粧品                       | - CM（2021/9）                                |